# Église Saint-Rémi de Maisons-Alfort
Pour les articles homonymes, voir Église Saint-Rémi.
L'église Saint-Rémi est une église paroissiale datant du XIIe siècle pour ses parties les plus anciennes, située sur la commune de Maisons-Alfort, dans le quartier dit « maisons », à côté de l'hôtel de ville.
Elle est composée de calcaire, moellon et pierre de taille. Son clocher, daté du XIIIe siècle, est carré à flèche polygonale couvert en pierre. La grande nef de quatre travées, probablement de la même époque, est terminée par un sanctuaire de deux travées et longée par un collatéral unique au sud. Les piliers, à l'origine carrés, ont été remplacés par des colonnes à la fin du XIIIe siècle. Son chevet est plat.

## Historique

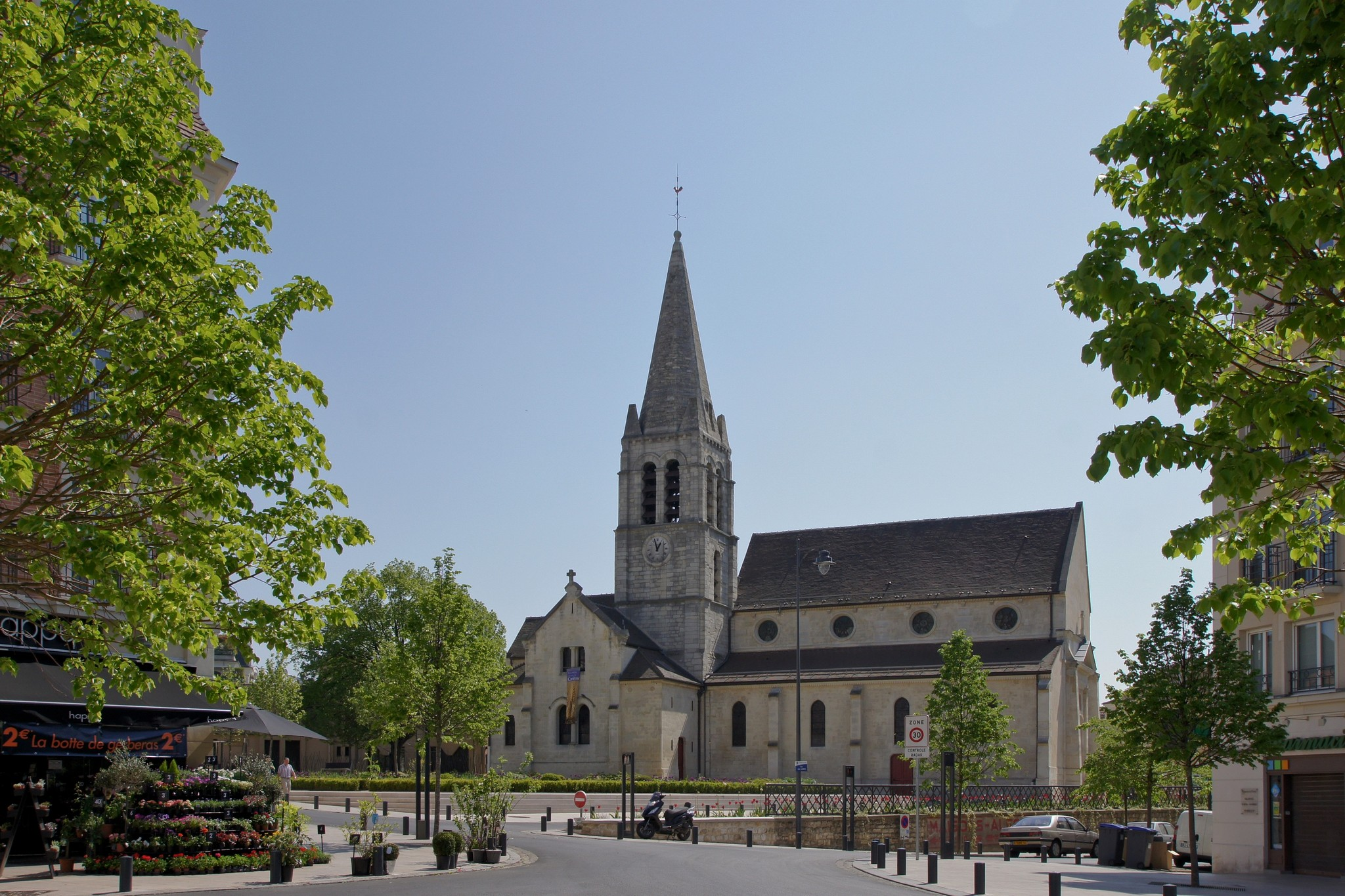
L'église Saint-Rémi en 2011.

L'église est dédiée à saint Remi, évêque de Reims, et est citée dans une bulle d'Innocent II en 1136. Hugues Capet la remet aux bénédictins de l'abbaye de Saint-Maur vers la fin du XIIe siècle. En 1793, durant la Révolution, elle servit de « Temple de l'Être Suprême ».
Elle fut restaurée et remanié à plusieurs reprises :
- En 1845, il fallut procéder à une réfection presque complète.
- Après la guerre franco-prussienne de 1870, de nouvelles réparations furent nécessaires.
- En 1880 débuta la construction de la sacristie par l'architecte Degeorge.
- Des travaux de rénovation et de mise en valeur ont été entrepris au début des années 2000[1] avec la mise en place de vitraux de Kim En Joong.

Son orgue date de 1779; restauration par Koenig (facteurs d'orgues).
L'église est bordée par la rue Victor-Hugo et la rue piétonne des Bretons (elle-même longée par la rue Jean-Jaurès), à proximité immédiate d'une petite place, constituée par le croisement de l'avenue du Général-de-Gaulle et l'avenue de la République, où est situé l'hôtel de ville de Maisons-Alfort.